# هواپیمای بوته‌زار

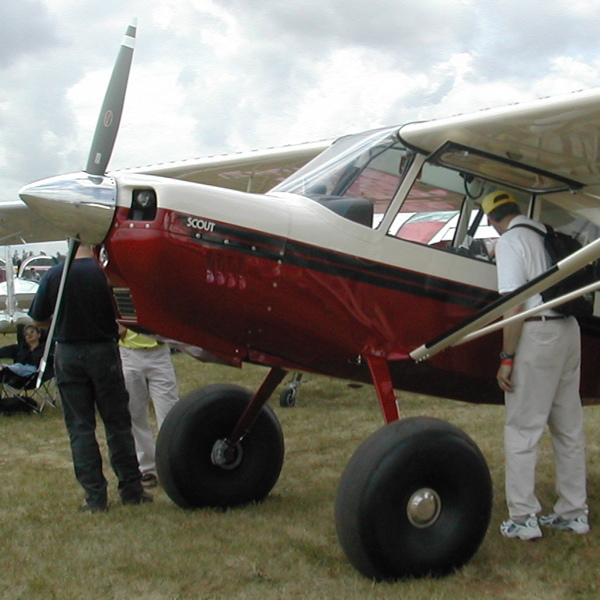
یک اسکات چمپین آمریکایی. توجه کنید که لاستیک های سرددشت بزرگ برای استفاده در سطوح ناهموار است.

هواپیمای بوته‌زار یک هواگرد هوانوردی عمومی برای ارائه خدمات پروازی مسافری هم برنامه ریزی شده و هم برنامه ریزی نشده به مناطق دور افتاده، توسعه‌نیافته، مانند شمال کانادا و یا بوته‌زار ، سرددشت آلاسکا، بوته‌زار آفریقا، جنگل های بارانی آمازون یا صحرای استرالیا استفاده می شود. از آنها در مواردی استفاده می شود که زیرساخت های حمل و نقل زمینی ناکافی باشد یا وجود نداشته باشد. 